# Манфред Ейген
Манфред Ейген (нім. Manfred Eigen; 9 травня 1927 року, Бохум, Німеччина — 6 лютого 2019) — німецький фізико-хімік. Нобелівський лауреат з хімії (разом з Джордж Портер і Роналд Норріш) 1967 року за дослідження надшвидких реакцій.

## Біографія
Манфред Ейген народився в м. Бохум (Німеччина) в сім'ї Ернста Ейгена, музиканта, і Едвігі (до шлюбу Фельд) Ейген. Після закінчення Бохумської гімназії служив в батареї протиповітряної оборони протягом останніх місяців Другої світової війни. По її закінченні він вивчав фізику і хімію в Геттінгенському університеті, де і отримав ступінь доктора природничих наук у 1951 р. Його дисертація була присвячена визначенню питомої теплоємності важкої води та водних розчинів електролітів. Після двох років роботи в Геттінгені помічником лектора курсу фізичної хімії Ейген був прийнятий у штат Інституту фізичної хімії ім. Макса Планка в Геттінгені. У 1964 р. він став директором цього інституту.
Ейген одружився з Ельфріде Меллер в 1952 р., вони мають сина і дочку. Обдарований піаніст, Ейген також захоплюється туристичними походами, гірськими сходженнями, збиранням грибів. Він відомий колегам як людина з хорошими манерами, невгамовної тягою до роботи і готовністю допомагати іншим у розв'язанні наукових проблем. Підписав «Попередження науковців людству» (1992).

## Нагороди
«За дослідження екстремально швидких хімічних реакцій, стимульованих порушенням рівноваги за допомогою дуже коротких імпульсів енергії», Ейген, Джордж Портер і Роналд Норріш в 1967 р. спільно отримали Нобелівську премію з хімії. «Хоча хіміки протягом тривалого часу говорили про миттєвий перебіг реакцій, вони не мали можливостей для визначення дійсних швидкостей цих реакцій, — сказав член Шведської королівської академії наук Х. А.  Оландер у промові при презентації лауреатів. — Існує велика кількість реакцій такого типу, які мають важливе значення, наприклад нейтралізація кислот лугами. Завдяки вам в наш час[коли?] хіміки мають цілий ряд методик, які можуть бути використані для спостереження за цими швидкими процесами, завдяки вам ця велика прогалина в наших знаннях з хімії зараз ліквідовано».
Крім Нобелівської премії, він нагороджений премією з хімії та фізики імені Отто Гана Німецького хімічного товариства (1962), медалями Кірквуда (1963), Лайнуса Полінга (1967) Американського хімічного товариства, Каруськой медаллю Німецької академії природодослідників «Леопольдина» (1967), медаллю Фарадея Британського хімічного товариства (1977). Він — член Лондонського королівського товариства, Французької академії наук, американської Національної академії наук, Американської академії наук і мистецтв, Геттінгенської академії наук. Йому присуджені почесні вчені ступені найвідоміших університетів.